# Libbiano (Peccioli)
Libbiano is een dorp (frazione) in de Italiaanse gemeente Peccioli (provincie Pisa regio Toscane), gelegen op ongeveer 182 meter boven zeeniveau.
In Libbiano staat de sterrenwacht Galileo Galilei (Osservatorio astronomico Galileo Galilei).

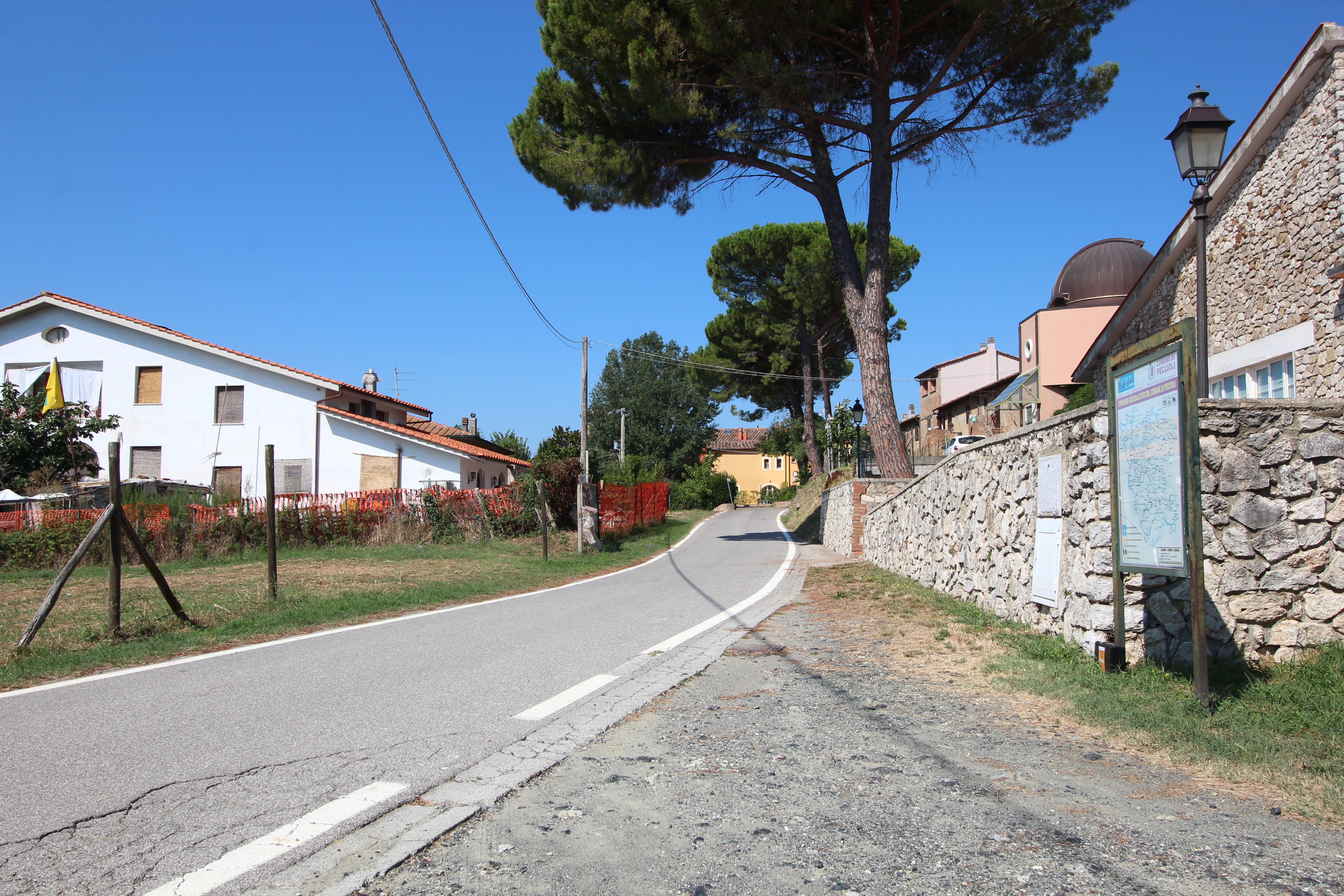